# Tiziano Treu
Tiziano Treu (Vicenza, 22 de agosto de 1939) es un político y académico italiano. Se desempeñó como ministro de Trabajo y Seguridad Social y de Transportes, y fue presidente del Consejo Nacional de la Economía y del Trabajo.

## Biografía
Treu se graduó en Derecho en la Universidad Católica del Sagrado Corazón de Milán, donde más tarde inició su carrera como profesor de Derecho laboral. Durante sus años universitarios, asistió al Colegio Augustinianum, donde entabló lazos con figuras como Romano Prodi y Giovanni Maria Flick. Antes de la década de 1990, Treu fue cercano al ala democrático-reformista del Partido Socialista Italiano (PSI).
En 1995 fue nombrado Ministro de Trabajo y Seguridad Social en el Gabinete Dini. En 1996 fue elegido diputado como miembro de Renovación Italiana (RI) de Lamberto Dini, y fue confirmado como jefe del ministerio en el Gabinete Prodi I,  para luego convertirse en Ministro de Transportes en el posterior Gabinete D'Alema I.
El 24 de junio de 1997, en su rol como Ministro de Trabajo, Treu presentó una ley delegada conocida posteriormente como el Pacchetto Treu. Esta iniciativa tenía como objetivo combatir el desempleo y marcó un hito al otorgar reconocimiento legislativo al trabajo temporal a través de empresas en el ordenamiento jurídico italiano.
Una vez terminada la temporada política de El Olivo, Treu ocupó un papel marginal en el Parlamento, sin embargo, fue elegido para el Senado en 2001 y en 2006 con La Margarita (La Margherita; DL) y en 2008 con el Partido Democrático (PD).
En 2013, y al final de su mandato parlamentario, Treu se convirtió en miembro del Consejo Nacional de Economía y Trabajo, una asamblea de expertos que asesora al gobierno italiano, al Parlamento y a las regiones, además de promover iniciativas legislativas en ámbitos económicos y sociales. En 2017, fue designado presidente de esta asamblea por el Gabinete Gentiloni, aunque, con ocasión del referéndum constitucional de 2016, había votado a favor de su eliminación. 
En septiembre de 2014, Treu fue nombrado por el Gobierno Renzi como Comisario Especial del Instituto Nacional de Seguridad Social (INPS),  hasta la elección de Tito Boeri como presidente. 

## Historial electoral
| Elección | Cargo                  | Distrito electoral        | Partido | Partido             | Votos      | Resultado | Notas |
| -------- | ---------------------- | ------------------------- | ------- | ------------------- | ---------- | --------- | ----- |
| 1996     | Cámara de Diputados    | Vicenza                   |         | Renovación Italiana | 34.001     | Elegido   |       |
| 2001     | Senado de la República | Véneto – Venecia – Spinea |         | Renovación Italiana | 66.915     | Elegido   |       |
| 2006     | Senado de la República | Véneto                    |         | La Margarita        | [ nota 1 ] | Elegido   |       |
| 2008     | Senado de la República | Lombardía                 |         | Partido Democrático | [ nota 1 ] | Elegido   |       |